# Денисенко, Вадим Иванович
Вадим Иванович Денисенко (бел. Вадзім Іванавіч Дзенісенка, род. 3 сентября 1967, Будапешт) — белорусский военачальник. Командующий Силами специальных операций Вооружённых сил Республики Беларусь с 11 января 2014 года, генерал-майор (2014).
Из-за поддержки российско-украинской войны — под санкциями 27 стран Евросоюза, Великобритании, Канады и других стран.

## Биография
Родился 3 сентября 1967 года в Будапеште (Венгрия). После окончания в 1984 году Минского суворовского военного училища поступил в Ленинградское высшее общевойсковое командное училище, которое окончил в 1988 году.
Военную службу проходил на должностях командира мотострелкового взвода, командира комендантской роты управления дивизии, начальника штаба — заместителя командира танкового батальона танкового полка танковой дивизии, заместителя командира мотострелкового батальона базы хранения вооружения и техники.
После окончания в 1998 году командно-штабного факультета Военной академии Республики Беларусь проходил военную службу на должностях старшего офицера оперативного управления Генерального штаба Вооружённых сил Республики Беларусь, начальника группы управления главного оперативного управления Генерального штаба Вооружённых сил Республики Беларусь, начальника службы управления сил специальных операций Генерального штаба Вооружённых сил Республики Беларусь, начальника отдела управления сил специальных операций Генерального штаба Вооружённых сил Республики Беларусь.
После окончания с отличием в 2008 году Военной академии Генерального штаба Вооружённых сил Российской Федерации военную службу проходил на должностях командира 38-й отдельной гвардейской мобильной бригады, заместителя командующего — начальника отдела боевой подготовки Командования сил специальных операций Вооружённых сил Республики Беларусь.
16 ноября 2012 года назначен заместителем командующего войсками Западного оперативного командования Вооружённых сил Республики Беларусь.
11 января 2014 года полковник Вадим Денисенко назначен командующим Силами специальных операций Вооружённых сил Республики Беларусь.
20 февраля 2014 года Денисенко присвоено воинское звание генерал-майора.
В августе 2020 года передал военнослужащих ССО в распоряжение правоохранительных органов для подавления массовых протестов, результатом чего стало убийство Геннадия Шутова в Бресте капитаном 5-й бригады спецназа Романом Гавриловым.

## Международные санкции
20 ноября 2020 года внесён в санкционные списки Литвы, Латвии и Эстонии как ответственный за фальсификацию выборов и подавление протестов в Белоруссии.
Из-за поддержки российской агрессии и нарушения территориальной целостности Украины во время российско-украинской войны находится под персональными международными санкциями разных стран.
С 25 февраля 2022 года, после вторжения России на Украину, находится под санкциями всех стран Европейского союза, так как «является частью белорусской армии, поддержавшей военную агрессию России против Украины».
17 ноября 2022 года включён в санкционный список Канады «близких соратников режима» за роль в размещении и транспортировке российского военного персонала и техники, участвовавших во вторжении на Украину.
По аналогичным основаниям, с 15 марта 2022 года находится под санкциями Великобритании. С 4 марта 2022 года находится под санкциями Швейцарии. С 22 ноября 2022 года в санкционных списках Новой Зеландии. Указом президента Украины Владимира Зеленского от 19 октября 2022 находится под санкциями Украины.

## Семья
Женат, имеет сына.
Сын — Денисенко Иван Вадимович, 03.03.1989 г.р., выпускник Минского суворовского военного училища (2007), командир батальона 38-й отдельной гвардейской десантно-штурмовой бригады (г. Брест).

## Награды
- Орден «За службу Родине» III степени (31 мая 2017)[13]
- Благодарность Президента Республики Беларусь (22 января 2020)[14],
- медаль «За безупречную службу» III степени,
- медаль «За безупречную службу» II степени,
- медаль «За безупречную службу» I степени,
- Орден святителя Кирилла Туровского II степени (2024, Белорусская православная церковь)[15].